# Campeonato de Primera División B 1973 (Argentina)
El Campeonato de Primera División B 1973 fue la cuadragésima temporada de la categoría, que era la segunda división del fútbol argentino. Esta temporada marcó la incorporación de Defensores de Belgrano y Flandria ascendidos de la Primera C, mientras que Banfield y Lanús descendieron desde la Primera División. A su vez, Unión recuperó su afiliación y se incorporó en este campeonato, aumentando el número de participantes a 19.
El torneo entregó solo un ascenso, mientras que, por decisión del interventor de la Asociqción del Fútbol Argentino, Baldomero Gigán, se dispuso que ningún equipo perdiera la categoría. El único ascenso de la temporada fue para el equipo que finalizó en el primer lugar de la tabla de posiciones. sin haber disputa de torneos reducidos ni de reclasificatorios como había ocurrido en temporadas anteriores.
El campeón y único ascendido fue Banfield, que de esta manera retornó rápidamente a la máxima categoría del fútbol argentino. A su vez, Deportivo Morón y Los Andes evitaron el descenso a la Primera C gracias a la decisión del mandamás de la AFA.
Como hecho destacado, Los Andes fue sancionado con la quita de 16 puntos por incidentes en el partido que disputó en su estadio ante Banfield. Este último, clásico del milrayitas en esa época llegaba firme, mientras que su rival venía realizando una campaña discreta. Luego de un penal a favor del local no cobrado, el visitante convirtió un gol en posición adelantada que fue convalidado por el árbitro. Esto derivó en invasión del campo de juego y un importante descontrol por parte de la parcialidad local, lo cual motivó que el club fuera suspendido por dos meses, así como el ya mencionado descuento de puntos.

## Ascensos y descensos
| Posición | Descendidos de la Primera B 1972 |
| -------- | -------------------------------- |
| 16.º     | Excursionistas                   |
| 17.º     | Deportivo Español                |

| Posición | Ascendidos a la Primera B 1973 |
| -------- | ------------------------------ |
| 1.º      | Defensores de Belgrano         |
| 2.º      | Flandria                       |

| Posición | Ascendidos a la Primera División 1973 |
| -------- | ------------------------------------- |
| 1.º      | All Boys                              |

| Posición  | Descendidos de la Primera División 1972 |
| --------- | --------------------------------------- |
| 5.º Recl. | Lanús                                   |
| 6.º Recl. | Banfield                                |

- Unión se reincorporó al torneo, por lo tanto el número de equipos aumentó a 19.

## Formato
Los diecinueve equipos participantes disputaron un torneo de 38 fechas todos contra todos, con un equipo libre por fecha.

### Ascensos
El equipo con más puntos fue el campeón, obteniendo el único ascenso directo a la Primera División.

### Descensos
No hubo descensos a la Primera C en esta edición del certamen.

## Equipos participantes
| Equipo                 | Ciudad               |
| ---------------------- | -------------------- |
| Almagro                | José Ingenieros      |
| Almirante Brown        | Isidro Casanova      |
| Arsenal                | Sarandí              |
| Banfield               | Banfield             |
| Comunicaciones         | Buenos Aires         |
| Defensores de Belgrano | Buenos Aires         |
| Deportivo Morón        | Morón                |
| Estudiantes (BA)       | Caseros              |
| Flandria               | Jauregui             |
| Lanús                  | Lanús                |
| Los Andes              | Lomas de Zamora      |
| Nueva Chicago          | Buenos Aires         |
| Platense               | Buenos Aires         |
| Quilmes                | Quilmes              |
| San Telmo              | Isla Maciel          |
| Talleres (RdE)         | Remedios de Escalada |
| Temperley              | Temperley            |
| Tigre                  | Victoria             |
| Unión                  | Santa Fe             |

### Distribución geográfica de los equipos
| Región                 | Cant. | Equipos |
| ---------------------- | ----- | --- |
| Conurbano bonaerense   | 14    | Almagro, Almirante Brown, Arsenal, Banfield, Deportivo Morón, Estudiantes (BA), Flandria, Lanús, Los Andes, Quilmes, San Telmo, Talleres (RE), Temperley y Tigre |
| Ciudad de Buenos Aires | 4     | Comunicaciones, Defensores de Belgrano, Nueva Chicago y Platense                                                                                                 |
| Provincia de Santa Fe  | 1     | Unión |

## Tabla de posiciones
| Pos. | Equipo                 | Pts. | PJ | PG | PE | PP | GF | GC | Dif. |
| ---- | ---------------------- | ---- | -- | -- | -- | -- | -- | -- | ---- |
| 1.º  | Banfield               | 50   | 36 | 19 | 12 | 5  | 68 | 36 | 32   |
| 2.º  | Temperley              | 46   | 36 | 18 | 10 | 8  | 70 | 50 | 20   |
| 3.º  | Quilmes                | 45   | 36 | 17 | 11 | 8  | 56 | 42 | 14   |
| 4.º  | Defensores de Belgrano | 45   | 36 | 17 | 11 | 8  | 41 | 27 | 14   |
| 5.º  | Unión                  | 42   | 36 | 13 | 16 | 7  | 50 | 32 | 18   |
| 6.º  | Platense               | 39   | 36 | 13 | 13 | 10 | 55 | 49 | 6    |
| 7.º  | Lanús                  | 38   | 36 | 16 | 6  | 14 | 57 | 43 | 14   |
| 8.º  | Talleres (RE)          | 38   | 36 | 13 | 12 | 11 | 61 | 52 | 9    |
| 9.º  | Comunicaciones         | 38   | 36 | 13 | 12 | 11 | 46 | 42 | 4    |
| 10.º | Arsenal                | 35   | 36 | 12 | 11 | 13 | 44 | 52 | −8   |
| 11.º | Flandria               | 34   | 36 | 11 | 12 | 13 | 42 | 51 | −9   |
| 12.º | Tigre                  | 33   | 36 | 13 | 7  | 16 | 51 | 59 | −8   |
| 13.º | Almagro                | 32   | 36 | 11 | 10 | 15 | 46 | 53 | −7   |
| 14.º | Nueva Chicago          | 32   | 36 | 8  | 16 | 12 | 38 | 49 | −11  |
| 15.º | Almirante Brown        | 31   | 36 | 11 | 9  | 16 | 49 | 53 | −4   |
| 16.º | San Telmo              | 31   | 36 | 9  | 13 | 14 | 39 | 45 | −6   |
| 17.º | Estudiantes            | 30   | 36 | 11 | 8  | 17 | 52 | 67 | −15  |
| 18.º | Deportivo Morón        | 22   | 36 | 4  | 14 | 18 | 29 | 58 | −29  |
| 19.º | Los Andes              | 7    | 36 | 7  | 9  | 20 | 41 | 75 | −34  |

|  | Se consagró campeón. |

|  |

## Goleadores
| Jugador                  | Equipo           | Goles |
| ------------------------ | ---------------- | ----- |
| Esteban Corbalán         | Temperley        | 22    |
| Julio Alberto Bavastro   | Talleres (RE)    | 20    |
| Miguel Vitulano          | Temperley        | 19    |
| Hugo Gentiletti          | Estudiantes (BA) | 17    |
| Alberto de Jesús Benítez | Banfield         | 15    |
| Juan Alberto Taverna     | Banfield         | 13    |

- Fuente: rsssf